# Габріель Фуентес
Габріель Фуентес (ісп. Gabriel Fuentes, нар. 6 лютого 1997, Санта-Марта) — колумбійський футболіст, захисник бразильського клубу «Флуміненсе». Виступав також за низку колумбійських і закордонних клубів.

## Клубна кар'єра
Габріель Фуентес народився 1997 року в місті Санта-Марта, та є вихованцем футбольної школи клубу «Барранкілья». У 2014 році Фуентес розпочав грати в основній команді клубу, в якій виступав до 2018 року, взявши участь у 79 матчах чемпіонату.
У 2018 році футболіст перейшов до іншого клубу з Барранкільї «Атлетіко Хуніор», де став гравцем основного складу команди. У 2022 році клуб віддав захисника в річну оренду до іспанського клубу «Реал Сарагоса», після якої гравець повернувся до «Атлетіко Хуніор», де грав до 2024 року. З 2024 року Фуентес грає у складі бразильського клубу «Флуміненсе».

## Виступи за збірну
У 2017 році Габріель Фуентес зіграв 2 матчі у складі молодіжної збірної Колумбії.